# 외계문명
외계문명이란 지구 외의 외계에 존재하고 있는 문명을 가리키는 단어이다. 

## 설명
외계문명은 지구에서 문명을 이루고 사는 사람과 같이 외계 행성에서 살아가는 지능이 높은 외계인들이 이룩한 것이 되며 지구와 유사한 환경을 가진 외계 행성들에서 지능이 높은 외계의 지적생명체들이 이러한 외계문명을 이룩하고 살아갈 것으로 추정하고 있다. 외계문명의 경우는 외계의 지적생명탐사에서도 제일 많이 찾는 것이 되며 사람 외에 다른 외계의 지적생명체를 찾기쉬운 것이 바로 이러한 외계문명이 된다.

## 같이 보기
- 문명
- 천문학
- 외계인
- 사회